# Villefranche-de-Conflent
Villefranche-de-Conflent település Franciaországban, Pyrénées-Orientales megyében. Lakosainak száma 205 fő (2022. január 1.). Villefranche-de-Conflent Conat, Ria-Sirach, Corneilla-de-Conflent, Fuilla és Serdinya községekkel határos.

## Népesség
A település népessége az elmúlt években az alábbi módon változott:
| Lakosok száma | 220  | 212  | 218  | 213  | 211  | 210  | 209  | 207  | 205  |
|               | 2013 | 2015 | 2016 | 2017 | 2018 | 2019 | 2020 | 2021 | 2022 |